# جون گلیسر
جون گلیسر (به انگلیسی: Jon Glaser) (زاده ۲۰ ژوئن ۱۹۶۸) بازیگر ، کمدین آمریکایی است.
از فیلم‌های معروف او می‌توان به بازی در فاجعه و شیادان اشاره کرد.